# Vodacom Players Championship
Het Vodacom Players Championship was een golftoernooi in Zuid-Afrika, dat deel uitmaakte van de Sunshine Tour. Het toernooi werd in 1992 opgericht als het FNB Players Championship, dat in 1998 vernoemd werd tot Vodacom Players Championship.
Tussen 1992 en 2002 vond het toernooi plaats bij verscheidene golfclubs.
In 1996 maakte dit toernooi ook uit voor de Europese PGA Tour, dat Wayne Westner toen won en verdiende € 86.000.

## Winnaars
| Jaar                         | Baan                         | Locatie                  | Winnaar                  | Score                    | Score                    |
| FNB Players Championship     | FNB Players Championship     | FNB Players Championship | FNB Players Championship | FNB Players Championship | FNB Players Championship |
| ---------------------------- | ---------------------------- | ------------------------ | ------------------------ | ------------------------ | ------------------------ |
| 1992                         | Royal Johannesburg Golf Club | Johannesburg             | Ernie Els                | 270                      | –18                      |
| 1993                         | Royal Johannesburg Golf Club | Johannesburg             | Mark McNulty             | 273                      | –15                      |
| 1994                         | Geen toernooi                | Geen toernooi            | Geen toernooi            | Geen toernooi            | Geen toernooi            |
| 1995                         | Durban Country Club          | Durban                   | Ron Whittaker            | 270                      | –18                      |
| 1996                         | Durban Country Club          | Durban                   | Wayne Westner            | 270                      | –18                      |
| 1997                         | Durban Country Club          | Durban                   | Warren Schutte           | 274                      | –14                      |
| Vodacom Players Championship |                              |                          |                          |                          |                          |
| 1998                         | Killarney Country Club       | Johannesburg             | Mark McNulty             | 275                      | –13                      |
| 19991                        | Royal Durban Golf Club       | Durban                   | Chris Davison            | 275                      | –13                      |
| 19991                        | Royal Cape Golf Club         | Kaapstad                 | Nic Henning              | 276                      | –12                      |
| 2000                         | Royal Cape Golf Club         | Kaapstad                 | Trevor Immelman          | 279                      | –9                       |
| 2001                         | Royal Cape Golf Club         | Kaapstad                 | Ernie Els                | 273                      | –15                      |
| 2002                         | Royal Cape Golf Club         | Kaapstad                 | Mark McNulty             | 272                      | –16                      |

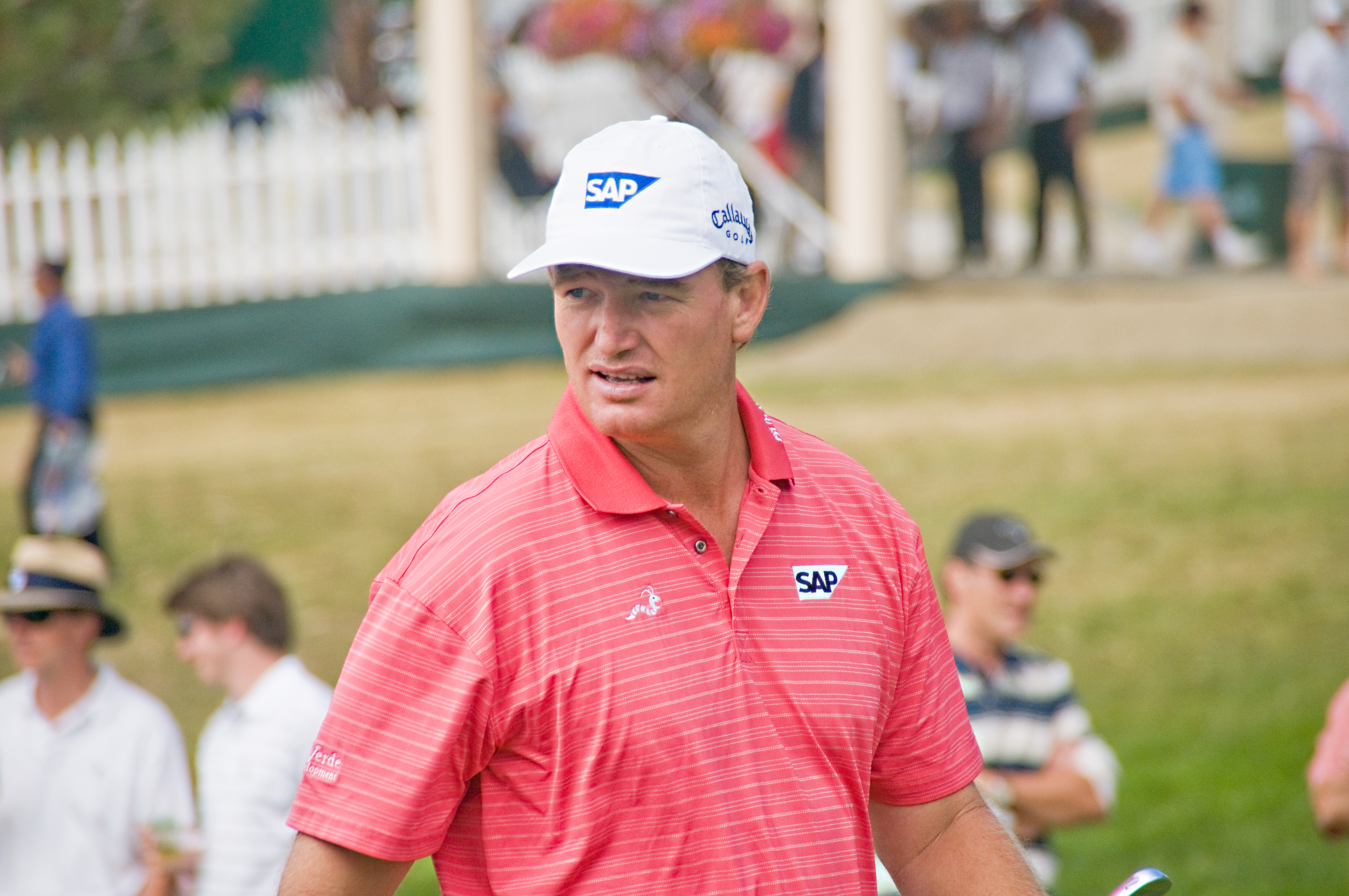
Tweevoudig winnaar Ernie Els

1In 1999 vond er twee toernooien plaats. Het eerste vond plaats in januari, dat Davison won, maakte deel uit van de Southern Africa Tour 1998/99 en de tweede vond plaats in december, dat Henning won, maakte deel uit van de Southern Africa Tour 1999/00.
| Toernooirecord |

Amatola Sun Classic · Atlantic Beach Classic · Bell's Player Championship · Bloemfontein Classic · Botswana Open · Bushveld Classic · Canon Classic · Coca-Cola Charity Championship · Cock of the North · Devonvale Classic · Emfuleni Classic · Eskom Power Cup · General Motors Open · Goldfields Powerade Classic · Goodyear Classic · Graceland Challenge · Highveld Classic · ICL International · Iscor Newcastle Classic · Kalahari Classic · Limpopo Classic · Lombard Tyres Classic · Mafunyane Trophy · Mercedes Benz Golf Challenge · Mount Edgecombe Trophy · Namibië Open · Namibia PGA Championship · Nashua Wild Coast Sun Challenge · Natal Open · Nelson Mandela Invitational · Northern Cape Classic · Observatory Classic · Palabora Classic · Parmalat Classic · Radio Algoa Challenge · Randfontein Classic · Rhodesian Masters · Riviera Resort Classic · Royal Swazi Sun Classic · Seekers Travel Pro-Am · South African Masters · South African Match Play Championship · South African Pro-Am Invitational · Spoornet Classic · Sun Coast Classic · Transvaal Open · Vodacom Golf Championship · Vodacom Open · Vodacom Players Championship · Vodacom Series · Vodacom Trophy · Western Cape Classic · Western Province Open
Abama Open de Canarias ·
AGF Open ·
Allianz Open de Lyon ·
Andalucia Masters ·
ANZ Kampioenschap ·
Argentijns Open ·
Atlantic Open ·
Australian Masters ·
Ballantine's Kampioenschap ·
Barcelona Open ·
Belgisch Open ·
Benson & Hedges International Open ·
BMW Asian Open ·
Brazil Rio de Janeiro 500 Years Open ·
Brazil São Paulo 500 Years Open ·
British Masters ·
Callers of Newcastle ·
Cannes Open ·
Car Care Plan International ·
Castelló Masters ·
Celtic International ·
Dimension Data Pro-Am ·
Double Diamond International ·
Duits Open ·
El Bosque Open ·
El Paraiso Open ·
Engels Open ·
Epson Grand Prix of Europe ·
Estoril Open ·
Extremadura Open ·
German Masters ·
Girona Open ·
Glasgow Open ·
Great North Open ·
Greater Manchester Open ·
Greg Norman Holden International ·
GSI L'Equipe Open ·
Heineken Classic ·
Honda Open ·
Indian Masters ·
Indonesian Open ·
Iskandar Johor Open ·
Jersey Open ·
John Player Classic ·
John Player Trophy ·
Johnnie Walker Classic ·
Kerrygold International Classic ·
Kronenbourg Open ·
Lawrence Batley International ·
Madrid Masters ·
Madrid Open ·
Mallorca Open ·
Marokkaans Open ·
Martini International ·
Match Play Championship ·
Merseyside International Open ·
Monte Carlo Open ·
Murphy's Cup ·
Nelson Mandela Championship ·
New Zealand Open ·
Newcastle Brown "900" Open ·
NH Collection Open ·
Nordic Open ·
North West of Ireland Open ·
Oki Pro-Am ·
Open Catalonia ·
Open de Andalucía ·
Open de Baleares ·
Open de Sevilla ·
Open Mediterrania ·
Open Novotel Perrier ·
Penfold Tournament ·
Perth International Golf Championship ·
Piccadilly Medal ·
PLM Open ·
Portugees Open ·
Roma Masters ·
Saint-Omer Open ·
Sanyo Open ·
Sarazen World Open ·
Scandinavian Enterprise Open ·
Schots PGA Kampioenschap ·
Siciliaans Open ·
Singapore Masters ·
Skol Lager Individual ·
TCL Classic ·
Tenerife Open ·
The Championship at Laguna National ·
The Heritage ·
Timex Open ·
TPC of Europe ·
Trophée Lancôme ·
Tunesisch Open ·
Turespaña Masters ·
Uniroyal International Championship ·
Vodacom Players Championship ·
Volvo Golf Champions ·
Volvo Open ·
W.D. & H.O. Wills Tournament ·
Wang Four Stars ·
Welsh Golf Classic